# Sant Cristòu e Dolaison
Saint-Christophe-sur-Dolaison és un municipi francès situat al departament de l'Alt Loira i a la regió d'Alvèrnia-Roine-Alps. L'any 2007 tenia 938 habitants.

## Demografia

### Població
El 2007 la població de fet de Saint-Christophe-sur-Dolaison era de 938 persones. Hi havia 368 famílies de les quals 92 eren unipersonals (36 homes vivint sols i 56 dones vivint soles), 100 parelles sense fills, 152 parelles amb fills i 24 famílies monoparentals amb fills.
La població ha evolucionat segons el següent gràfic:
Habitants censats

### Habitatges
El 2007 hi havia 439 habitatges, 377 eren l'habitatge principal de la família, 27 eren segones residències i 35 estaven desocupats. 417 eren cases i 20 eren apartaments. Dels 377 habitatges principals, 324 estaven ocupats pels seus propietaris, 46 estaven llogats i ocupats pels llogaters i 7 estaven cedits a títol gratuït; 3 tenien una cambra, 11 en tenien dues, 32 en tenien tres, 131 en tenien quatre i 200 en tenien cinc o més. 317 habitatges disposaven pel capbaix d'una plaça de pàrquing. A 143 habitatges hi havia un automòbil i a 205 n'hi havia dos o més.

### Piràmide de població
La piràmide de població per edats i sexe el 2009 era:
| Homes | Edats   | Dones |
| ----- | ------- | ----- |
| 0     | 95 o +  | 0     |
| 0     | 90 a 94 | 0     |
| 0     | 85 a 89 | 0     |
| 4     | 80 a 84 | 8     |
| 8     | 75 a 79 | 8     |
| 20    | 70 a 74 | 16    |
| 28    | 65 a 69 | 32    |
| 24    | 60 a 64 | 28    |
| 32    | 55 a 59 | 24    |
| 48    | 50 a 54 | 44    |
| 44    | 45 a 49 | 32    |
| 28    | 40 a 44 | 28    |
| 20    | 35 a 39 | 12    |
| 60    | 30 a 34 | 44    |
| 40    | 25 a 29 | 48    |
| 16    | 20 a 24 | 16    |
| 32    | 15 a 19 | 44    |
| 16    | 10 a 14 | 12    |
| 4     | 5 a 9   | 24    |
| 16    | 0 a 4   | 24    |

## Economia
El 2007 la població en edat de treballar era de 622 persones, 469 eren actives i 153 eren inactives. De les 469 persones actives 444 estaven ocupades (248 homes i 196 dones) i 25 estaven aturades (9 homes i 16 dones). De les 153 persones inactives 65 estaven jubilades, 54 estaven estudiant i 34 estaven classificades com a «altres inactius».

### Ingressos
El 2009 a Saint-Christophe-sur-Dolaison hi havia 378 unitats fiscals que integraven 928,5 persones, la mediana anual d'ingressos fiscals per persona era de 15.763 €.

### Activitats econòmiques
Dels 36 establiments que hi havia el 2007, 1 era d'una empresa alimentària, 3 d'empreses de fabricació d'altres productes industrials, 8 d'empreses de construcció, 7 d'empreses de comerç i reparació d'automòbils, 1 d'una empresa de transport, 7 d'empreses d'hostatgeria i restauració, 3 d'empreses de serveis, 2 d'entitats de l'administració pública i 4 d'empreses classificades com a «altres activitats de serveis».
Dels 15 establiments de servei als particulars que hi havia el 2009, 3 eren tallers de reparació d'automòbils i de material agrícola, 2 paletes, 2 fusteries, 1 lampisteria, 1 electricista, 1 perruqueria i 5 restaurants.
L'únic establiment comercial que hi havia el 2009 era una fleca.
L'any 2000 a Saint-Christophe-sur-Dolaison hi havia 45 explotacions agrícoles que ocupaven un total de 2.400 hectàrees.

## Equipaments sanitaris i escolars
El 2009 hi havia una escola elemental.

## Poblacions més properes
El següent diagrama mostra les poblacions més properes.